# Venalità delle cariche
La  venalità delle cariche è una modalità di assegnazione delle cariche pubbliche fondato sulla compravendita delle medesime. È un fenomeno storico che si sviluppa nei secoli XIV-XVIII, soprattutto in Francia e Spagna, ma con qualche riflesso, magari tardivo, anche negli stati italiani del Rinascimento e dell'età moderna.
(Michel Foucault )
Alternativamente, ed in via estensiva, è qualsiasi pratica non meritocratica di assegnazione delle cariche, degli uffici o di ogni altro incarico, pubblico o privato, civile o ecclesiastico, basata sulla vendita e sull'acquisto delle medesime, sia in forma di transazione legale e autorizzata, sia nel caso la compravendita abbia luogo illegalmente.

## Requisiti
La nozione più restrittiva postula la necessità dei seguenti "prerequisiti" per parlare compiutamente di venalità delle cariche:
- deve esistere uno Stato dotato di un apparato burocratico (anche se in forme molto diverse da quelle degli stati attuali);
- deve esistere la figura dell'ufficiale, inteso come funzionario facente parte di un apparato e subordinato a un potere o a una autorità superiore;
- l'ufficiale deve essere nominato (l'atto che gli conferisce i suoi poteri tecnicamente è detto "lettera patente di nomina") e non eletto, non cooptato, non deve ottenere l'incarico per aggiudicazione d'asta.
- deve esistere l'obbligo al pagamento in denaro per ottenere la nomina (che poi questa sia trasmissibile ereditariamente o decada con la morte dell'ufficiale non è elemento vincolante).

## Fondamenti teorici dell'istituto
È noto che nell'antichità lo status di cittadino era connesso alla partecipazione alle attività belliche, ed ogni guerriero  doveva essere in grado di provvedere in proprio alla fornitura del richiesto equipaggiamento (nel caso di chi militava nella cavalleria, ciò valeva anche per il cavallo stesso).
Da ciò alla stratificazione della società in classi basate sul censo il passo è ovviamente breve.
Di fatto, il commercio degli uffici pubblici andava quindi di pari passo con il concetto di aristocrazia collegata alla disponibilità di ingenti fortune, e ciò, peraltro, innescava un circolo vizioso di immobilizzazione sociale: l'abbiente poteva aspirare al potere, il potere andava esercitato dall'aristocratico in quanto "solvibile".
Sul piano dell'ideologia, evidentemente la venalità delle cariche è il riflesso di una mentalità incapace di distinguere il patrimonio dello stato da quello del re e/o dell'élite dominante.

## Storia

### Antecedenti
- Il pubblicano esecrato nel Vangelo, assumeva in appalto la riscossione dei tributi nelle province dell'Impero Romano anticipando all'erario il gettito delle tasse (e prevedibilmente lucrava su quanto riusciva ad incamerare oltre tale limite).
- I Procuratori di San Marco, importante figura di dignitari della Repubblica Serenissima.
- Nel 1519, Carlo V d'Asburgo, il sovrano sui cui domini non tramontava mai il sole, aveva acquistato letteralmente a peso d'oro la propria elezione al trono del Sacro Romano Impero, peraltro facendo ampio ricorso al credito bancario, soprattutto appoggiandosi alle famiglie tedesche dei Welser e dei Fugger.

### Nell'Ancien Régime
Almeno fino a tutto il XVIII secolo, i reggimenti di regola erano oggetto di proprietà privata del colonnello che li comandava  e che ne sopportava ogni necessaria spesa. Ma il sistema della vendita degli uffici, con cui lo Stato assolutista di Luigi XIV reintegrò le finanze del Regno depauperate dalle sue campagne belliche, non si limitava alle cariche militari.
Nella Francia pre-rivoluzionaria tutti gli uffici amministrativi potevano essere tenuti in cambio del versamento di una tassa annuale di un sessantesimo del valore, nota come la paulette. L'opportunità di profitto si aggiungeva all'innalzamento dello status personale del beneficiario, perché la carica diveniva ereditaria, dopo tre generazioni.
Attraverso la venalità dell'ufficio, molti borghesi potevano sperare in un eventuale ingresso nella nobiltà di toga, e ciò forniva una via importante alla mobilità sociale per la classe media in espansione. Prima della rivoluzione francese, la borghesia occupava 47000 dei 51000 uffici venali, sebbene ciò rappresentasse meno della metà del totale delle risorse investite in venalità.
Nel XVIII secolo, l'ufficio del consigliere di un Parlamento locale poteva essere venduto per 100000 lire, ma a partire dalla metà del secolo l'incarico - che fu ricoperto dallo stesso Montesquieu, che nel 1726 lo mise in vendita - iniziò a deprezzarsi fino a raggiungere la metà del valore. Tra gli incarichi conferiti in questo modo si segnala quello di Antoine Lavoisier: appassionato in privato della chimica, cui diede un fondamentale contributo scientifico, egli nella vita pubblica gestiva un'impresa di esazione delle tasse in appalto (si potrebbe definirlo un pubblicano moderno).

## Estinzione del fenomeno
Con un provvedimento normativo esplicito, la venalità delle cariche fu abolita in concomitanza all'abolizione del feudalesimo già nelle prime fasi della vicenda rivoluzionaria francese (4 agosto 1789).
Effettivamente, per la coscienza dell'uomo contemporaneo, la venalità delle cariche è generalmente considerata riprovevole sul piano morale ed inaccettabile su quello della scienza politica.
Sia pure con i "corsi e ricorsi" che contraddistinguono il divenire storico, si può - con accettabile grado di approssimazione - indicare nella Rivoluzione francese, e nella conseguente legislazione di Napoleone (entrambe radicate in valori razionalistici e borghesi), la causa che decreterà la fine storico-pratica della venalità delle cariche, quanto meno, sul piano dell'ufficialità giuridica; i fenomeni di commercio delle cariche rimangono oggi per lo più confinati nel dominio del diritto penale).

## Nella cultura di massa
- Barry Lyndon è un film in cui si cita espressamente la creazione "privatistica" dei reggimenti del Settecento[10].
- I pilastri della Terra è un romanzo storico in cui, a pagg. 918-919, Ken Follett ricorda come la carica di sceriffo nel medioevo inglese andasse acquistata, spesso facendo ricorso al prestito usurario.